# ウッドストック (ジョージア州)
ウッドストック（Woodstock）は、アメリカ合衆国ジョージア州のチェロキー郡にある都市。人口は3万5065人（2020年）。アトランタ都市圏の北部に位置している。

## 歴史
1897年に町として法人化した。地名はウォルター・スコットの小説ウッドストック（Woodstock）に由来している。綿花の栽培が盛んで、ロープなどの綿製品を製造する工場があった。1912年に鉄道が開通しアトランタと結ばれたが、自家用車の普及に伴い1949年には旅客輸送が終了した。
近年は農地を住宅地へ転換する工事が市内各所で行われており、人口は増加傾向にある。

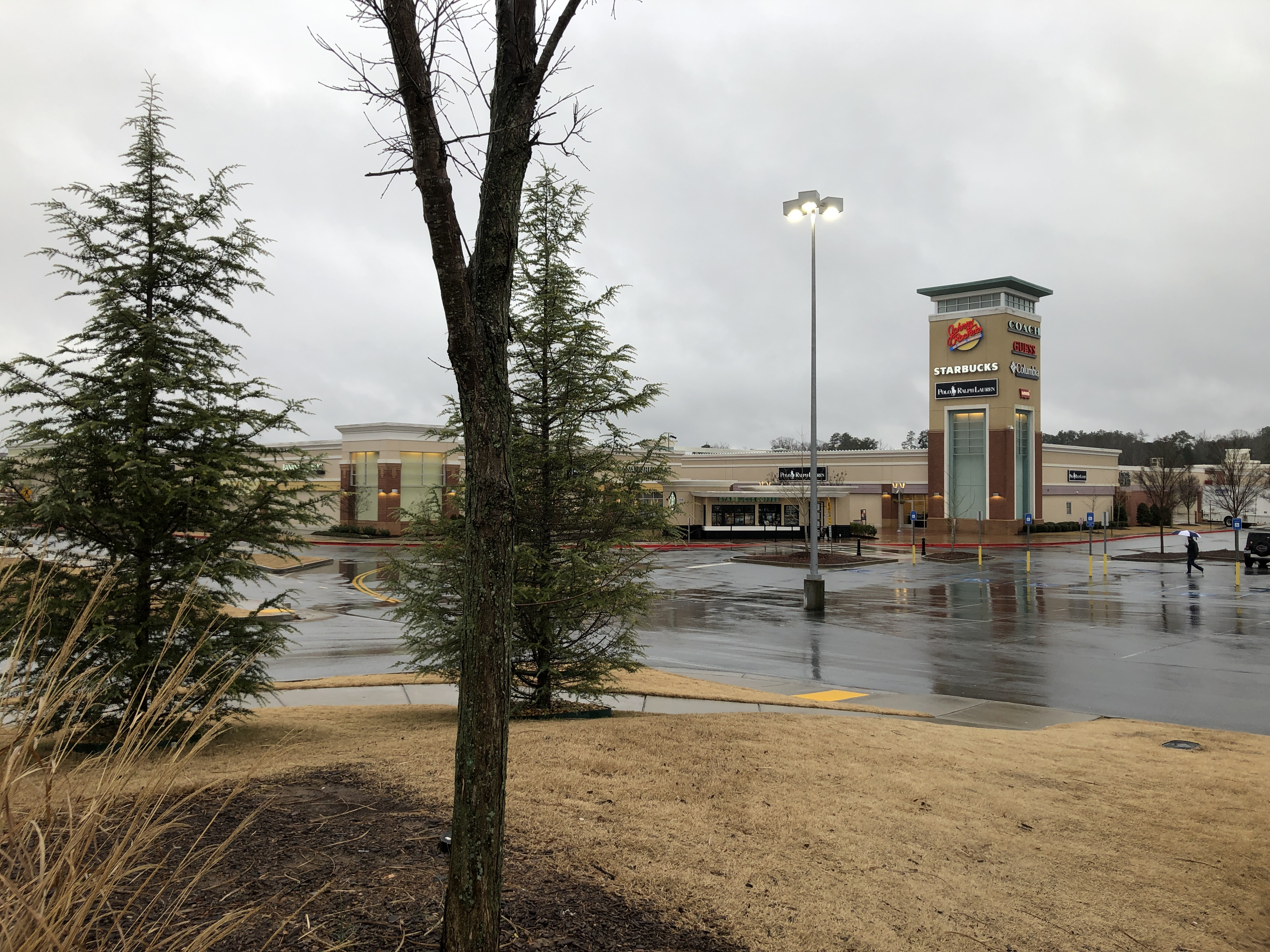
ショッピングモール